# Ecnomus blythi
Ecnomus blythi är en nattsländeart som beskrevs av Cartwright 1990. Ecnomus blythi ingår i släktet Ecnomus och familjen trattnattsländor. Inga underarter finns listade i Catalogue of Life.